# César et Cléopâtre (roman)
Pour les articles homonymes, voir César et Cléopâtre.
César et Cléopâtre (The October Horse) est un roman historique écrit par Colleen McCullough en 2002. Il a été publié en français aux Presses de la Cité en 2004. Il est la suite de César imperator et la suite en est Antoine et Cléopâtre.
Il s'agit du neuvième roman de la fresque historique Les Maîtres de Rome.

## Résumé
Le roman raconte l'histoire de la République romaine de 48 à 42 av. J.-C., soit de la bataille de Pharsale à la bataille de Philippes. Tentant de se réfugier en Égypte, Pompée a été assassiné sur ordre du roi Ptolémée. Lorsque César arrive à son tour à Alexandrie, le pays est en pleine guerre civile entre, d'un côté, la reine Cléopâtre, de l'autre Ptolémée XIII et Arsinoé IV. La reine Cléopâtre est en fuite et c'est le chambellan Pothéios qui gouverne l'Égypte au nom du jeune Ptolémée. Déçu et choqué par la mort de Pompée, César décide de se conduire en souverain et ramène Cléopâtre à Alexandrie. Ptolémée et Cléopâtre devront régner conjointement, mais en réalité César retient prisonnier Ptolémée, Arsinoé et leurs proches. Bientôt cependant, César est assiégé dans le palais royal par les troupes alexandrines commandées par Ganymède et Arsinoé, partisans de Ptolémée, qui se sont échappés du Palais Royal. Durant quelques mois, César est inquiété mais plusieurs légions venues d'Orient viennent à son secours. Ptolémée est tué, Arsinoé est faite prisonnière, Cléopâtre, enceinte de César, devient reine avec son deuxième frère, Ptolémée XIV, qui meurt au bout de quelques mois.
Sitôt le problème égyptien réglé, César se rend en Asie mineure, où Pharnace, le fils de Mithridate, menace les provinces d'Asie. Il le bat en une seule bataille. C'est à cette époque qu'il fait la connaissance d'un ami de Brutus, Caius Cassius, dont la haine envers lui est démesurée. Cassius envisage déjà de l'assassiner.
Retourné à Rome, César s'aperçoit que la ville est en pleine anarchie, en partie à cause de Marc Antoine à qui il avait remis le gouvernement en son absence. De plus, celui-ci a encouragé plusieurs légions à se mutiner. Son but est de prendre le pouvoir et de se déclarer Dictateur. Mais César le contre en formant un nouveau gouvernement dont il exclut Marc Antoine. De plus, il réussit à apaiser les légions mutinées.
Pendant ce temps, les républicains se sont retrouvés en Afrique et se sont donné Metellus Scipion comme commandant en chef. En janvier 46, César s'embarque pour le continent africain avec plusieurs légions afin de mettre une fin définitive à la guerre civile. Malgré son infériorité numérique, il écrase les républicains à Thapsus. La plupart des chefs républicains, y compris Caton, se suicident. Seuls les deux fils de Pompée et Labienus parviennent à rejoindre l'Hispanie ultérieure pour se réorganiser et reprendre le combat.
Un an plus tard, César bat les dernières troupes pompéiennes à Munda en Espagne. Labienus est mort pendant le combat et le fils aîné de Pompée est tué peu après. Seul Sextus Pompée réussit à fuir mais il est sans ressources. César retourne à Rome et désormais il est sans rival. Il est nommé Dictateur à vie. Le pouvoir absolu de César attise la jalousie, la convoitise, la haine. Marc Antoine, Decimus Brutus, Cassius, Brutus, songent de plus en plus à l'assassiner. Le 15 mars 44 av. J.-C., César est poignardé à mort en plein Sénat. Marc Antoine n'a pas participé au meurtre mais il est complice.
Son poste de consul lui donne un certain pouvoir mais, au cours des mois, il doit de plus en plus compter avec le véritable héritier de César, Caius Octavius. Celui-ci, patient, sait mettre les partisans de l'ancien Dictateur de son côté. Puis il s'allie au Sénat contre Antoine. Celui-ci est battu à Mutina en 43 par les troupes d'Octavius et des nouveaux consuls. Ces derniers sont tués au combat. Octavius marche ensuite sur Rome, se fait élire premier consul et déclare les assassins de César hors-la-loi. Cassius et Brutus sont en Orient où ils ont recruté une énorme armée. Pour les affronter, Octavius et Antoine décident de s'allier. Avec Lepidus, ils se partagent l'empire à trois.
Le dernier acte a lieu sur la plaine de Philippes en Macédoine, à l'automne 42. Une première bataille se conclut par le suicide de Cassius, bien que la victoire ne soit pas parfaite pour les triumvirs. Après la seconde bataille, Brutus se donne la mort à son tour. Pour Octavius, César est vengé.

## Les principaux personnages
- Jules César : maître de Rome.
- Cléopâtre VII : reine d'Égypte.
- Ptolémée XIII : roi d'Égypte.
- Pothéios : chambellan d'Égypte.
- .Arsinoé IV : demi-sœur de Cléopâtre.Aspire au trône.
- Achillas : général égyptien.
- Ganymède : conseiller d'Arsinoé.
- Théodotos : précepteur de Ptolémée XIII.
- Marc Antoine : grand ami de César. Triumvir.
- Titus Labienus : commandant des troupes pompéiennes.
- Metellus Scipion : chef des républicains à la mort de Pompée.
- Marcus Tullius Cicéron : politicien et avocat romain.
- Marcus Porcius Caton : membre des Boni.
- Caius Trebonius : ami puis assassin de César.
- Decimus Brutus : ami puis assassin de César.
- Aulus Hirtius : ami de César.
- Servilia Caepionis : ancienne maîtresse de César.
- Marcus Junius Brutus : fils de la précédente. Assassin de César.
- Caius Cassius Longinus : assassin de César.
- Porcia : femme de Brutus.
- Calpurnia : femme de César.
- Marcus Aemilius Lepidus : triumvir.
- Caius Octavius : petit-neveu de César. Triumvir.
- Cnaeus Pompeius : fils aîné de Pompée.
- Sextus Pompée : fils cadet de Pompée.
- Marcus Vipsanius Agrippa : ami d'Octavius.
- Caius Maecenas : ami d'Octavius.
- Quintus Salvidienus Rufus : ami d'Octavius.

## Édition française
- Colleen McCullough. César et Cléopâtre. Presses de la Cité. 2004. 752 p.